# Roxey Ann Caplin
Roxey Ann Caplin, née au Canada en 1793 et morte le 2 août 1888 à Mortlake, Surrey, est une corsetière, inventrice et autrice anglaise. Ses œuvres sont considérées comme pionnières du mouvement de réforme vestimentaire.

## Biographie

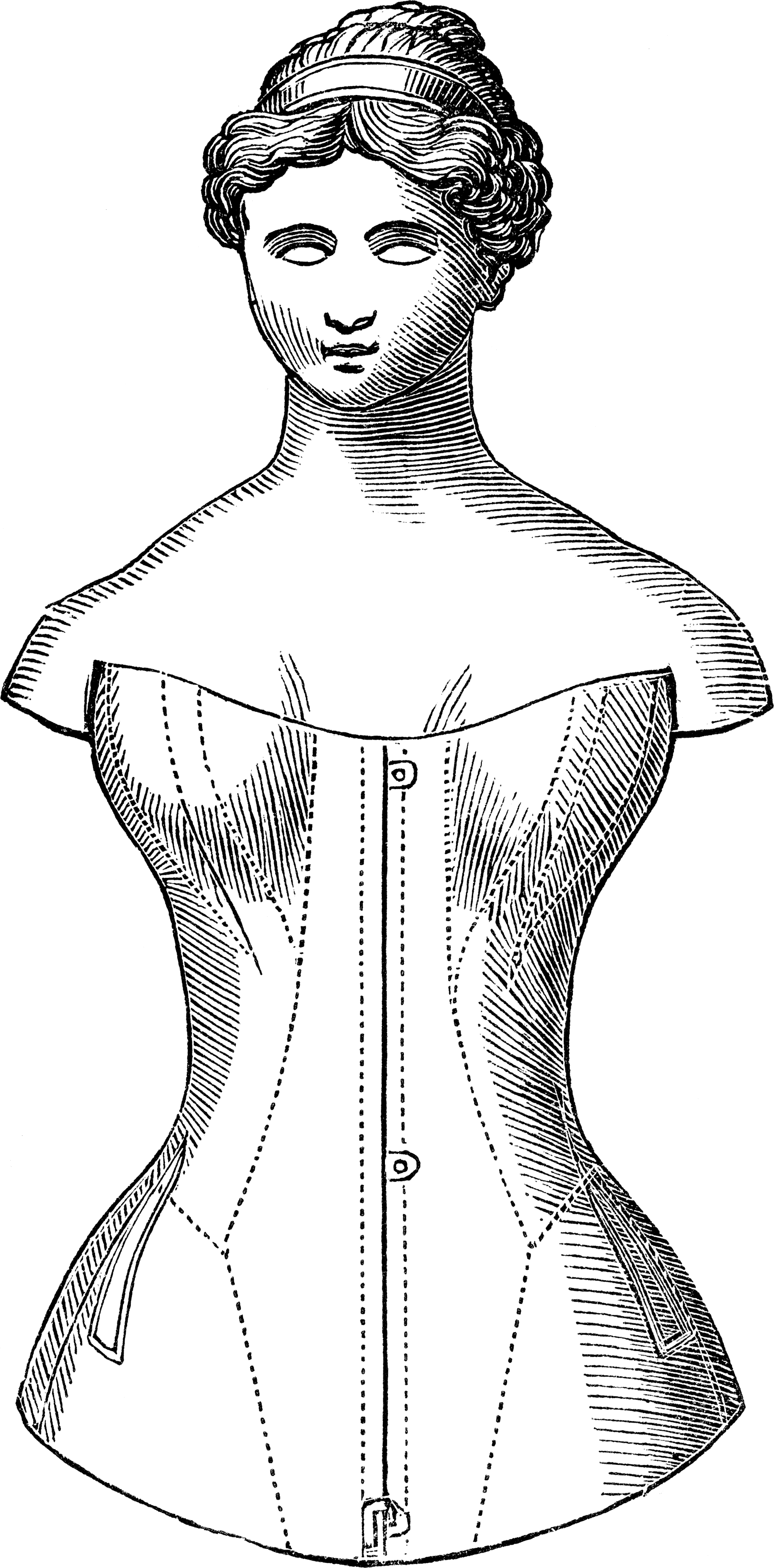
Corset conçu par Roxey Ann Caplin

Roxey Ann Caplin est née au Canada en 1793 d'immigrants anglais. Durant les années 1830, elle épouse Jean François Isidore Caplin, qui a étudié la médecine à Paris et effectué des recherches sur les anomalies de la colonne vertébrale. Ensemble, ils s'installent à Londres, où Roxey Ann Caplin travaille comme modiste.

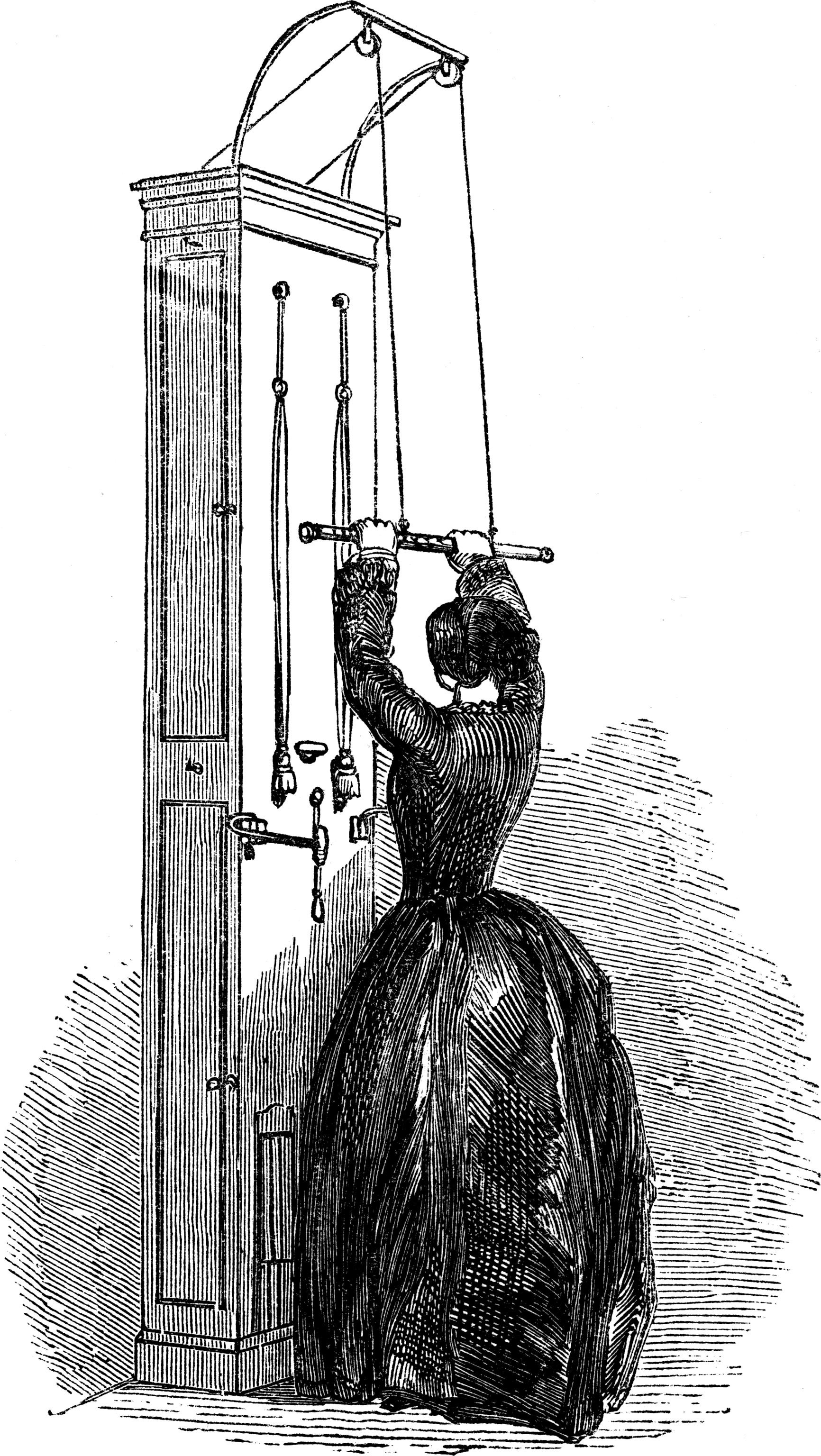
Exercice recommandé pour les jeunes femmes sur un appareil conçu par Jean François Isidore Caplin

Aidée par les connaissances médicales de son mari, elle développe un corset respectueux de la colonne vertébrale, qu'elle fait breveter en 1849, initialement sous le nom de son mari. Ce corset est remarquablement léger, car les créateurs ont réduit le nombre de baleines et supprimé le support métallique à l'avant. Dépourvu des bretelles des versions précédentes, il repose sur un laçage serré pour affiner la taille et soutenir la poitrine, sans exercer de pression excessive sur la poitrine, les poumons et les organes reproducteurs,. 
En 1851, elle reçoit le prix de « Fabricant, Concepteur et Inventeur » pour ce projet à l'Exposition universelle de 1851 à Londres et devient ainsi l'inventrice du corset, bien qu'elle ne soit certainement pas la première à concevoir et fabriquer un corset. Elle acquiert la distinction d'inventrice grâce à ses créations innovantes pour l'époque,.
Roxey Ann Caplin et son mari inventent et font breveter de nombreux corsets et « améliorations » entre 1838 et 1860
En 1856, elle écrit son premier livre, Health and Beauty, or, Woman and Her Clothing (Santé et Beauté, ou la Femme et ses Vêtements), dans lequel elle défend le corset face aux hommes qui ne comprennent pas le confort, le maintien et la protection qu'il procure. Elle détaille cependant les dommages causés à la santé des femmes par des corsets inappropriés et trop serrés. Elle souligne la nécessité de vêtements féminins ne limitent la respiration, le développement musculaire, une posture saine, la circulation ou le fonctionnement des organes. Les vêtements doivent également offrir suffisamment de liberté aux deux sexes pour maintenir un corps sain grâce à l'exercice. Elle est convaincue que les corsets peuvent être mieux conçus pour s'adapter au corps des femmes et qu'en tant que femme, elle est mieux qualifiée pour les fabriquer.
Son traité  The Needle: its History and Utility, (L'Aiguille, son histoire et son utilité), publié en 1860, est une histoire culturelle de l'aiguille et de la couture. Dans cet ouvrage, Roxey Ann Caplin soutient également que le but du vêtement, en particulier féminin, n'a jamais été de promouvoir la santé. Elle déplore également les conditions de travail dans l'industrie textile et place son espoir dans la généralisation de la machine à coudre. En 1876, Roxey Ann Caplin écrit, avec J. Mill a publié l'ouvrage Women in the Reign of Queen Victoria (Le Femmes sous le règne de la Reine Victoria). Elle y réaffirme son appel à des vêtements féminins sains et pratiques.
Les recherches de Roxey Ann Caplin alimentent une nouvelle discussion sur les vêtements féminins, qui conduit à la fondation de la Rational Dress Society (en) en 1881, qui a pour objectif l'introduction de vêtements plus pratiques pour les femmes.
Un corset conçu par Roxey Ann Caplin se trouve au Musée de Londres. Lorsqu'il est entré dans les collections du musée, en 1937, il est décrit ainsi : « Il est doté d'ouvre-bustes spéciaux appelés « bustes du Dr Caplin », du nom du titulaire du brevet du procédé. Ces baleines furent exposées à la Grande Exposition par la société Madame Caplin, et le support remporta la seule médaille de bronze décernée pour ce type de travail. La couleur est uniquement [...] destinée à l'exposition. Seuls des corsets blancs, gris ou noirs sont fabriqués pour le public respectable. Les boutons sur le côté de la bretelle sont destinés aux jupons et le crochet recouvrait le devant du jupon pour l'empêcher de remonter et de se froisser à la taille. ».
Ses sous-vêtements gainants perdurent aujourd'hui dans diverses versions modernes.

## Publication
- (de) Health and Beauty: or, Woman and Her Clothing, Considered in Relation to the Physiological Laws of the Human Body, 1864 (lire en ligne)
- (en) The Needle: its History and Utility., 1860
- (en) Woman and Her Wants; Four Lectures To Ladies., 1860
- (en) Women in the Reign of the Queen Victoria (avec J. Mill), 1876